# Discapnet
Discapnet es un portal en lengua castellana que ofrece servicios y contenidos relacionados con la discapacidad, con el fin de «fomentar la integración social y laboral de las personas con discapacidad».
Es una iniciativa cofinanciada por Fundación ONCE e ILUNION Accesibilidad, es un proyecto dinámico, con desarrollos en curso orientados al seguimiento de la accesibilidad en los distintos sectores de Internet, teleformación y teletrabajo, adecuación a las personas con discapacidades más severas o con posibilidades de tener infoexclusión.
Tras el conocimiento y los múltiples servicios que proporciona Discapnet se encuentra un equipo de profesionales con y sin discapacidad, especialistas en empleo, abogados y médicos para ofrecer asesoramiento personalizado a las consultas de los usuarios.
Comprende dos líneas de actuación principales:
- Un servicio de información para las organizaciones, profesionales, las personas con discapacidad, sus familiares y personas interesadas en el tema.
- Una plataforma para el desarrollo de acciones dirigidas a promover la participación en la vida económica, social y cultural de las personas con discapacidad.

Entre otros servicios, figura el Observatorio TIC, puesto en marcha en 2004, y cuyo objetivo es obtener y difundir datos sobre la accesibilidad de Internet.
Está dividido por diferentes áreas: Actualidad, Accesibilidad, Derechos, Tecnología, Turismo y Cultura, Deporte, Latinoamérica, Salud, Educación, Empleo, Diseño para todos, Responsabilidad Social, Mujer y Discapacidad, Senior, Medio Ambiente, Fondo documental, Agenda, Convocatorias, Redes Sociales, entre otros temas de interés.
El portal Discapnet quiere cumplir con los objetivos ODS: 3, 4, 5, 6, 7, 8, 10, 13, 15 y 16. Más información en la página que ha creado de los Objetivos de Desarrollo Sostenible.

## Premios Discapnet
Con motivo del 10.º aniversario de Discapnet, la Fundación ONCE creó los Premios Discapnet, cuya primera entrega fue presidida por la Princesa de Asturias.
Los Premios Discapnet a las Tecnologías Accesibles tienen como objetivo reconocer las mejores iniciativas y acciones en el campo de las tecnologías aplicadas a la mejora de la calidad de vida de las personas con discapacidad, así como a las empresas, entidades u organizaciones que hayan desarrollado una labor continuada en el campo de la accesibilidad tecnológica.
IV Edición de los premios
Como novedad, Fundación ONCE ha incorporado a estos Premios una nueva categoría para reconocer a los medios de comunicación la difusión que realizan hacia la sociedad de las iniciativas, proyectos, productos y servicios cuya base sean tecnologías orientadas a potenciar la calidad de vida de las personas con discapacidad.
Ediciones anteriores
Conoce los proyectos, entidades y personas premiadas en las pasadas cinco ediciones celebradas de los Premios Discapnet a las Tecnologías Accesibles